# Dăbova Mahala, Montana
Dăbova Mahala (în bulgară Дъбова Махала) este un sat în comuna Brusarți, regiunea Montana,  Bulgaria. 

## Demografie
Componența etnică a satului Dăbova Mahala
     Bulgari (99,02%)
     Nicio identificare (0,97%)
     Altele (0%)
La recensământul din 2011, populația satului Dăbova Mahala era de 103 locuitori. Din punct de vedere etnic, majoritatea locuitorilor (99,02%) erau bulgari. Pentru 0,97% din locuitori nu este cunoscută apartenența etnică.